# 謝爾曼縣 (內布拉斯加州)
谢尔曼縣（英語：Sherman County）是位於美國內布拉斯加州中部的一個縣。面積1,481平方公里。根據美國2000年人口普查，共有人口1,934人。縣治盧普城 (Loup City)。
成立於1873年。縣名是紀念南北戰爭北軍名將威廉·特庫賽·謝爾曼 (William Tecumseh Sherman)。